# Sílvio Tasso Lasalvia
Sílvio Tasso Lasalvia, genannt Bita, (* 11. August 1942 in Olinda, Pernambuco; † 27. Oktober 1992 in Recife, Pernambuco) war ein brasilianischer Fußballspieler.

## Karriere
Bita startete seine Profikarriere beim Náutico Capibaribe aus Recife. Bei diesem wurde der Spieler 1965 und 1966 beim Taça Brasil, einem Vorgängerwettbewerb der heutigen brasilianischen Meisterschaft, Torschützenkönig. Der Wettbewerb wurde mittlerweile als Meisterschaftsturnier vom nationalen Verband anerkannt. Für diesen Verein hatte er die meisten Pflichtspiele. Insgesamt soll er bei Náutico bei verschiedenen Wettbewerben auf über 319 Spiele und 223 Tore gekommen sein. Im Rahmen des 110. Jubiläums wurde Bita von Náutico als Idol des Klubs geehrt.
Neben vielen Auszeichnungen als bester Torschütze, wurde Bita 1972 mit dem Prêmio Belfort Duarte ausgezeichnet.

## Trivia
Nach seiner aktiven Laufbahn arbeitete Bita als Medikamentenverkäufer und Berater einer Firma in Recife.
Sein Bruder José Rinaldo Tasso Lasalvia, genannt Nado, war ebenfalls Fußballspieler bei Náutico und Nationalspieler.

## Erfolge
Nautico
- Staatsmeisterschaft von Pernambuco – Torneio Início: 1962, 1963, 1964, 1965
- Staatsmeisterschaft von Pernambuco: 1963, 1964, 1965, 1966, 1967, 1968

Santa Cruz
- Staatsmeisterschaft von Pernambuco – Torneio Início: 1969, 1971, 1972
- Staatsmeisterschaft von Pernambuco: 1969, 1970, 1971, 1972, 1973

## Auszeichnungen
- Torschützenkönig Campeonato Pernambucano: 1964, 1965, 1966
- Brasilianischer Torschützenkönig: 1965, 1966